# Järbo IF
Järbo IF är en idrottsförening från tätorten Järbo i Sandvikens kommun. Järbo IF bildades 1927, den 27 april och för närvarande (2017) bedriver Järbo IF verksamhet inom fotboll, längdskidor och MTB, mountainbike. (2006) finns det tre olika sektioner inom föreningen och dessa är alpina, fotboll (se Järbo IF Fotboll) och längdskidor.
Alpina sektionen tränar och tävlar i Kungsberget medan fotbollen och längdskidorna håller till på Järbo IP. 